# Amphiblestrum contentum
Amphiblestrum contentum är en mossdjursart som beskrevs av Gordon 1986. Amphiblestrum contentum ingår i släktet Amphiblestrum och familjen Calloporidae. Inga underarter finns listade i Catalogue of Life.